# Dwars door Drenthe
El Dwars door Drenthe (oficialmente: Energiewacht Dwars door Drenthe) es una carrera ciclista de un día neerlandes que se disputa en la provincia de Drenthe; aunque no tiene fecha fija se encuadra en el mismo programa de competiciones consecutivas disputadas en Drenthe entre un jueves y un domingo, tres femeninas y dos masculinas, sin ningún orden predeterminado de un año a otro.
Se creó en 2010 formando parte del UCI Europe Tour dentro de la categoría 1.1. En 2011 se integró como la primera etapa del Tour de Drenthe y de nuevo en 2012 se separó como carrera independiente de categoría 1.1.
El kilometraje de su trazado ha variado ya que no empieza en el mismo lugar, sin embargo siempre acaba en Hoogeveen.

## Palmarés
| Año  | Ganador                                               | Segundo                                               | Tercero                                               |
| ---- | ----------------------------------------------------- | ----------------------------------------------------- | ----------------------------------------------------- |
| 2010 | Enrico Rossi                                          | Arnoud Van Groen                                      | Coen Vermeltfoort                                     |
| 2011 | integrada en el Tour de Drenthe como su primera etapa | integrada en el Tour de Drenthe como su primera etapa | integrada en el Tour de Drenthe como su primera etapa |
| 2012 | Theo Bos                                              | Barry Markus                                          | Daniele Colli                                         |
| 2013 | no se disputó debido a las condiciones meteorológicas | no se disputó debido a las condiciones meteorológicas | no se disputó debido a las condiciones meteorológicas |
| 2014 | Simone Ponzi                                          | Bert-Jan Lindeman                                     | Tijmen Eising                                         |
| 2015 | Manuel Belletti                                       | Barry Markus                                          | Michael Carbel                                        |

## Palmarés por países
| País         | Victorias |
| ------------ | --------- |
| Italia       | 3         |
| Países Bajos | 1         |